# Ruta Estatal de California 174
La Ruta Estatal de California 174, y abreviada SR 174 (en inglés: California State Route 174) es una carretera estatal estadounidense ubicada en el estado de California. La carretera inicia en el Sur desde la I 80     en Colfax en sentido Norte hasta finalizar en la SR 20  , SR 49   en Grass Valley. La carretera tiene una longitud de 21,1 km (13.096 mi).

## Mantenimiento
Al igual que las autopistas interestatales, y las rutas federales y el resto de carreteras estatales, la Ruta Estatal de California 174 es administrada y mantenida por el Departamento de Transporte de California por sus siglas en inglés Caltrans.